# Federazione di pattinaggio dell'Inghilterra
La Federazione di pattinaggio dell'Inghilterra (inː National Roller Hockey Association) è l'organo nazionale inglese che governa e gestisce tutti gli sport rotellistici ed ha lo scopo di organizzare, disciplinare e sviluppare tali discipline.

L'ente ha la sede a Rotherham.

L'attuale presidente è Nigel Dickinson.

## Discipline
Le discipline ufficialmente affiliate alla federazione sono le seguenti:
- Hockey su pista
- Hockey in linea
- Pattinaggio freestyle
- Pattinaggio artistico
- Pattinaggio corsa
- Skateboard
- Skiroll